# Брахмапутра
Брахмапу́тра (кит. 雅鲁藏布江, тиб. ཡར་ཀླུང་གཙང་པོ།, хинди ब्रह्मपुत्र, ассам. ব্ৰহ্মপুত্ৰ, англ. Brahmaputra, бенг. ব্রহ্মপুত্র) — река в Китае, Индии и Бангладеш, левый и крупнейший приток Ганга; одна из крупнейших водных артерий в Южной Азии.

## Этимология
На отдельных участках называется по-разному: в Тибете — Маца́нг и Цангпо́, в месте прорыва через Гималаи — Сианг и Диха́нг, в Индии — Брахмапутра, в Бангладеш — Джамуна.
Индийское название реки в переводе с санскрита на русский означает «Сын Брахмы».

## География
Длина — 2896 км, в различных источниках даются разные площади бассейна от 530 тыс. до 935 тыс. км², наиболее часто используемое значение — 651 тыс. км². Бассейн реки располагается на территории четырёх стран — КНР (50,5 %), Индии (33,6 %), Бангладеш (8,1 %) и Бутана (7,8 %). С географической точки зрения бассейн подразделяется на часть, приходящуюся на Тибетское нагорье (44,4 %) с абсолютными высотами от 3500 м, на часть, относящуюся к Гималайскому хребту (28,6 %) с высотами 100-3500 м над уровнем моря, оставшиеся 27 % приходятся на нижнюю часть бассейна с муссонным климатом и годовым количеством осадков, в среднем равным 2354 мм.
Истоками Брахмапутры являются Джангци и Чема-Юндунг, стекающие с северного склона Гималаев и южного склона хребта Кайлас, соединяющиеся в одно русло на высоте в 4872 м. Отсюда Брахмапутра на протяжении более 1100 км течёт параллельно Гималаям по дну продольного грабена широтного направления, принимает много притоков, питающихся за счёт муссонных дождей и таяния льдов в горах. Уклон оси продольного грабена сравнительно невелик, поэтому Брахмапутра большей частью течёт здесь спокойно и доступна для местного судоходства. Ниже места впадения реки Джамды, в районе приблизительно 95° в. д., Брахмапутра прорывается через отроги хребта Тангла и Гималаи в глубочайших ущельях, имеет бурное течение, образует многочисленные пороги и местами низвергается каскадами быстрин и водопадов, самыми высокими из которых являются Rainbow Falls (21 метр, 29°46′38″ с. ш. 95°11′00″ в. д.) и Hidden Falls (30 метров, 29°46′34″ с. ш. 95°10′55″ в. д.).
В районе села Пасигхат Брахмапутра выходит на Бенгальскую равнину и течёт вдоль южного подножия Гималаев, представляя собой огромную водную артерию, спокойно несущую свои воды по дну широкой долины в неустойчивом русле, разделяющемся на рукава и протоки; здесь имеется много островов (самый большой — Маджули, длиной около 70 км, шириной до 15 км). Огибая горы Ассама, Брахмапутра образует большую излучину, затем поворачивает на юг и сливается с Гангом.
Общее русло Брахмапутры и Ганга, впадая в Бенгальский залив, образует эстуарий. Дельта Ганга и Брахмапутры площадью свыше 80 тыс. км² (так называемая Бенгальская дельта) имеет очень сложное строение. Наиболее значительные притоки Брахмапутры: слева — Hay, Чорта-Цангпо, Рага-Цангпо, Джичу, Джамда, Лухит, Капили; справа — Ньянгчу, Субансири, Бхарели (Каменг), Манас, Тиста.

## Гидрология
Брахмапутра является рекой с муссонным гидрологическим режимом, минимальные расходы воды в которой достигаются в сухой зимний сезон, а максимальные — с началом таяния снегов весной, и особенно увеличивается летом в результате таяния снежников и ледников в горах и от выпадения обильных осадков в виде муссонных дождей на Гангской равнине и в Гималаях. На летний период приходится 65 % стока. Так как в нижней части бассейна в год выпадает в среднем 2354 мм осадков (в Ассамских горах до 10 000 мм, см. Черрапунджи), то на нижнюю часть бассейна приходится 60-70 % стока. Русло реки в нижней части бассейна подвержено изменениям с течением времени, которые обусловлены неравномерностью водного режима, а на исторических интервалах — аномальными уровнями осадков и сильными землетрясениями в этом районе, которые сопровождались тектоническими сдвигами. Эти изменения затрагивают также притоки Брахмапутры, впадающие в реку в пределах Бенгальской равнины. В результате крупного землетрясения 1762 года река Тиста стала притоком Ганга, а из-за сильных осадков 1787 года опять изменила русло и превратилась в приток Брахмапутры.
Средний расход в устье около 19 тыс. м³/сек, наибольший среднемесячный расход превышает 32 тыс. м³/сек (летом), наименьший (зимой) составляет 2500 м³/сек. Подъёмы уровня воды в низовье достигают 10-12 м и нередко сопровождаются наводнениями, максимальные расходы воды в сезон муссонов превышают 100 тыс. м³/сек.
| Средний расход воды (м³/с) реки Брахмапутра по месяцам с 1969 по 1975 гг. (замеры производились на гидрологическом посту около устья на станции «Бахадурабад» в Бангладеш) |

## Хозяйственное использование

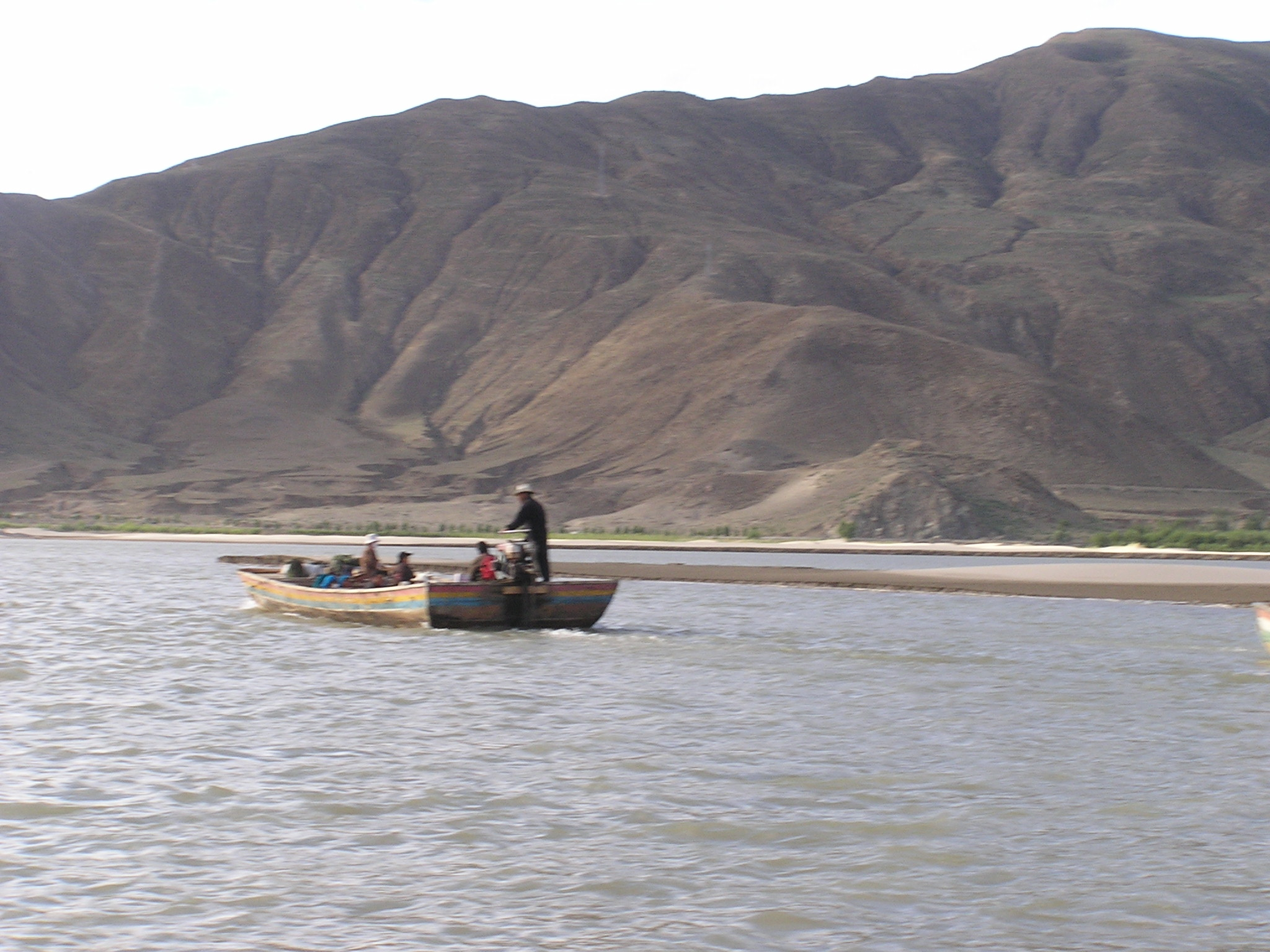
Переправа на пароме

Воды реки широко используются для орошения. Брахмапутра судоходна на 1290 км от устья до ущелья Диханг; в Тибете возможно судоходство на участке 690 км, местами лодочное сообщение.
Наиболее крупные населённые пункты на Брахмапутре: Шигацзе (Китай), Дибругарх, Тезпур, Гувахати, Дхубури (Индия).
На реке находится монастырь Самье.

### Гидроэнергетическое использование
Благодаря значительному расходу воды и перепаду высот между истоком и устьем Брахмапутра обладает одним из наибольших гидроэнергетических потенциалов среди других рек мира. Например, на участке прорыва через Гималаи в ущелье Диханг русло реки на участке длиной 330 км опускается на 2200 м, средний расход воды на этом участке составляет 165,4 км³/год, или 5240 м³/сек. В различных источниках потенциал реки оценивается в величину от 60 до 210 ГВт, однако энергетическое использование реки и притоков незначительно в силу политико-территориальных проблем, труднодоступности района, его сейсмоактивности и удалённости основных рынков сбыта.
С 2012 года на самой реке нет действующих ГЭС. В Индии проектируются ГЭС Нижний Сианг (англ. Lower Siang, 2,7 ГВт) и Верхний Сианг (англ. Upper Siang, 9,75 ГВт), в КНР — строится ГЭС Цзанму (0,51 ГВт) и проектируются деривационные ГЭС Мото (англ. Moto, 38 ГВт) и ГЭС Дадуця (англ. Daduqia, 43,8 ГВт). Две последние станции требуют сооружения гидротехнических тоннелей длиной более 30 км каждый с общим падением 2000—2300 м.
В бассейне реки имеются ГЭС, из которых построенная в 1957 для снабжения электроэнергией г. Лхасы ГЭС «Цветок света» расположена в Тибете (КНР), Бутане, территория которого целиком принадлежит бассейну реки, в эксплуатации ГЭС Чуха (англ. Chukha, 336 МВт) и Тала (англ. Tala, 1020 МВт) на реке Ванг (англ. Wangchu). Также в этой стране проектируется или строится ряд ГЭС, что должно довести их общую мощность до 10 ГВт. В Индии наиболее крупный проект в бассейне — ГЭС Дибанг на одноимённой реке, с высотой гравитационной плотины 288 м и мощностью 3 ГВт. Основным предназначением ГЭС в бассейне являются снижение паводков, орошение и выработка электричества, как правило, они выполнены по деривационной схеме и цели развития судоходства в бассейне не преследуют.